# Sewerodwinsk

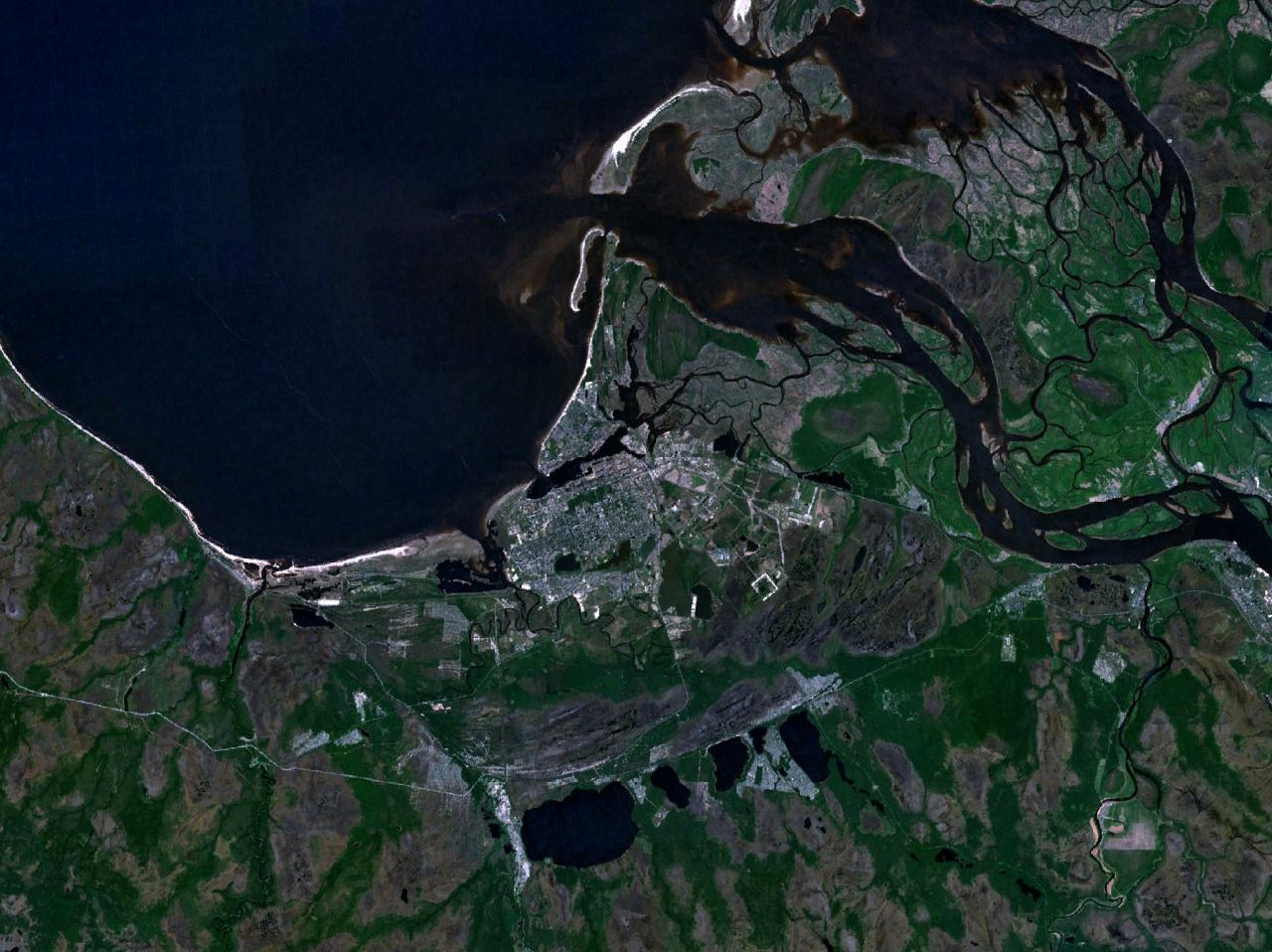
Satellitenbild von Sewerodwinsk

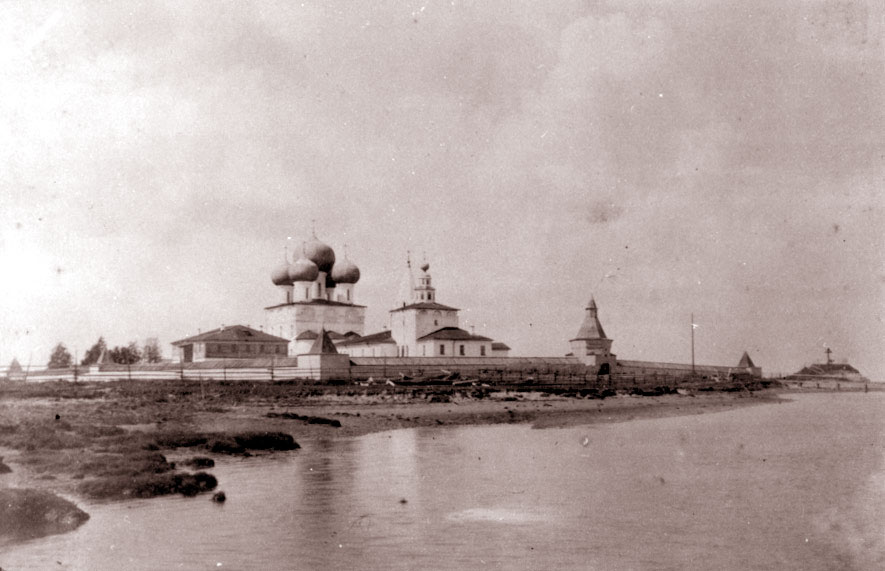
Das Korelski-Kloster Anfang des 20. Jahrhunderts

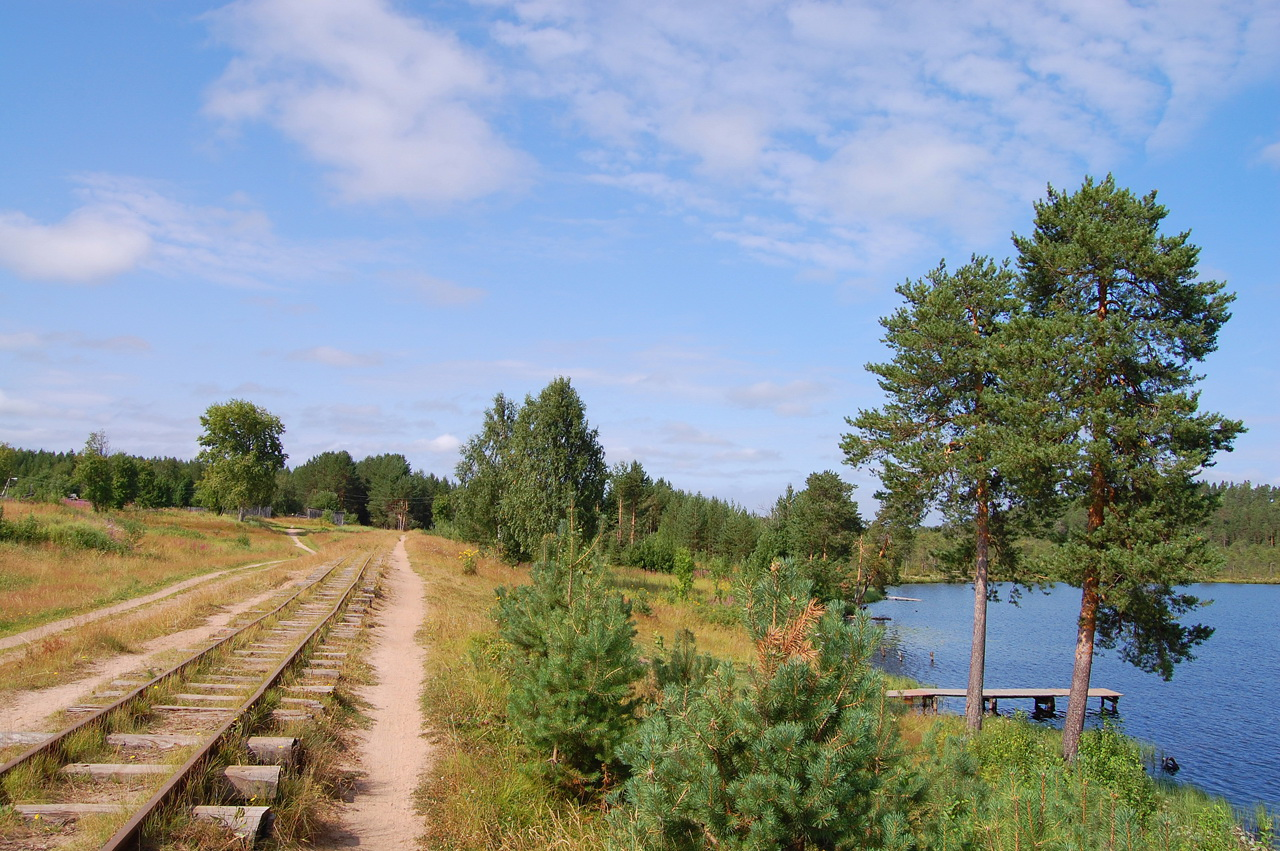
Kudemskaja-Schmalspurbahn

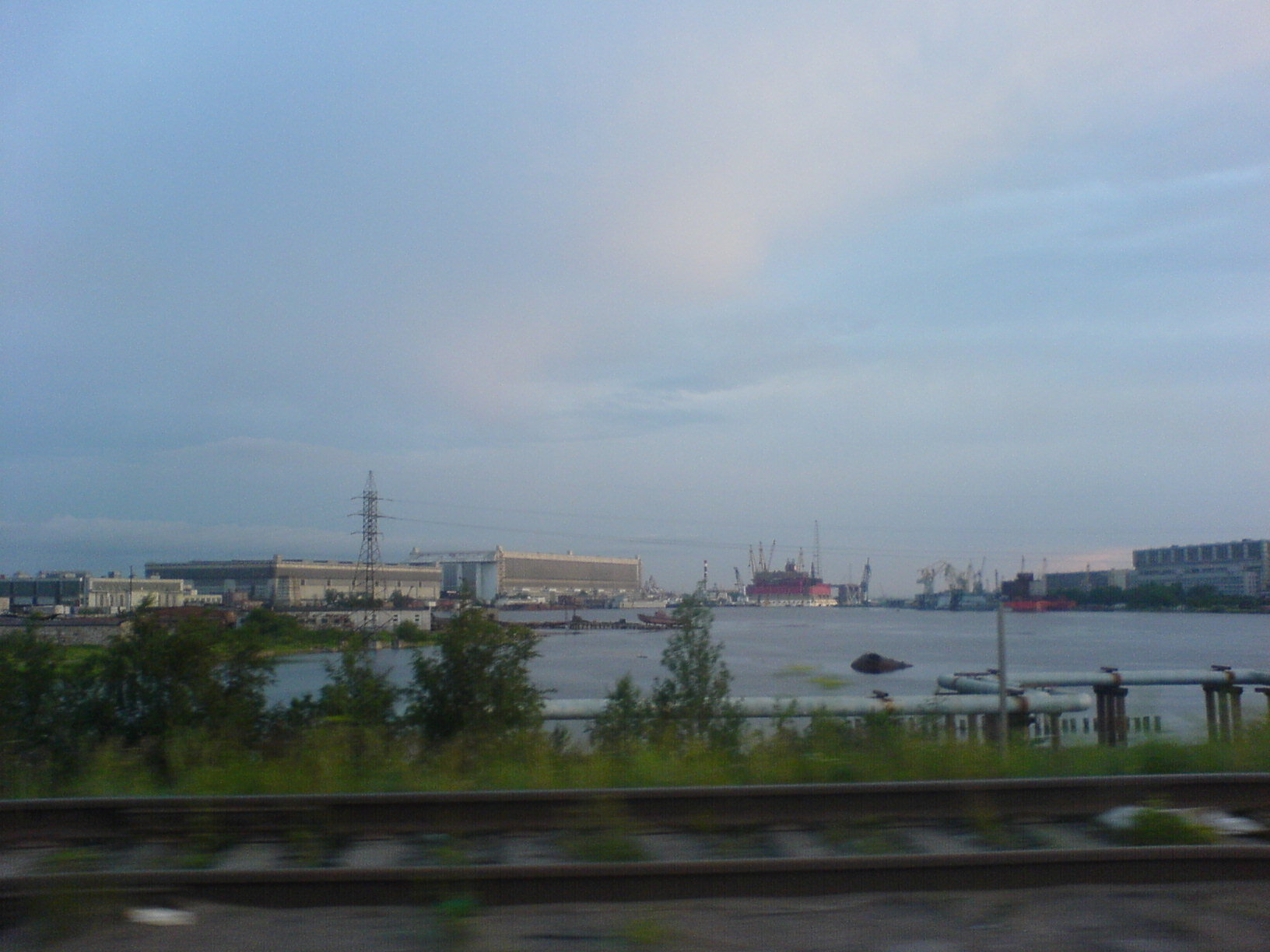
Sewmasch-Werft

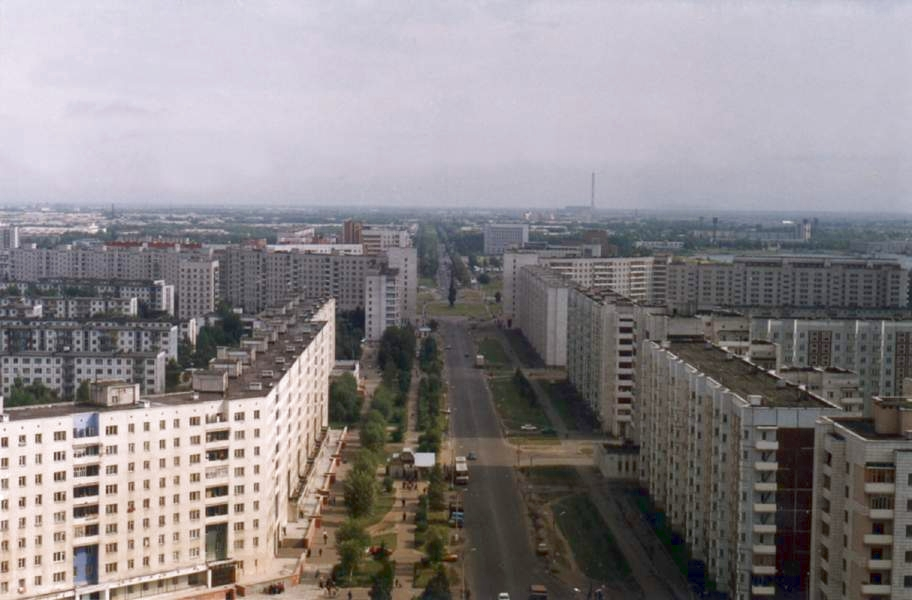
Lomonossow-Straße

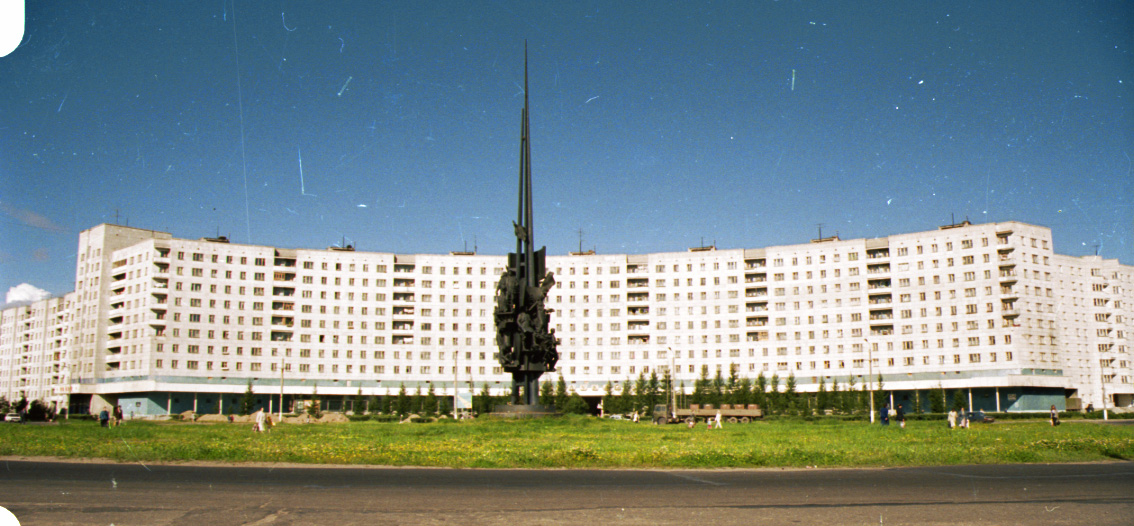
Korabelow-Platz

Sewerodwinsk (russisch Северодви́нск; bis 1938 Sudostroi / Судостро́й; 1938–1957 Molotowsk / Мо́лотовск) ist eine russische Stadt mit 192.353 Einwohnern (Stand 14. Oktober 2010) am Weißen Meer. Sie ist vor allem für ihre Schiffswerften bekannt.

## Geografie

### Geografische Lage
Sewerodwinsk ist die zweitgrößte Stadt in der Oblast Archangelsk. Sie liegt am Mündungsdelta der Nördlichen Dwina am Weißen Meer, etwa 35 km westlich von Archangelsk und 1000 km nördlich von Moskau.

### Klima
Sewerodwinsk besitzt ein subarktisches maritimes Klima. Dieses ist durch lange kalte Winter und kurze kühle Sommer charakterisiert. Die Jahresdurchschnittstemperatur beträgt 1 °C. Im Winter betragen die Temperaturen meist zwischen −18 und +1 °C, können aber auch bis auf −40 °C fallen. Im Sommer liegen die Temperaturen meist zwischen 8 und 21 °C.
Durchschnittlich fallen im Jahr etwa 580 mm Niederschlag. Der meiste Niederschlag fällt im August (68 mm), der wenigste Niederschlag im Februar und März (28 mm).

### Bevölkerungsentwicklung
Die folgende Übersicht zeigt die Entwicklung der Einwohnerzahlen von Sewerodwinsk.
| Jahr   | Einwohner |
| ------ | --------- |
| 1939 * | 21.304    |
| 1959 * | 78.657    |
| 1962   | 97.000    |
| 1967   | 121.000   |
| 1970 * | 144.672   |
| 1973   | 160.000   |
| 1976   | 177.000   |
| 1979 * | 197.232   |

| Jahr   | Einwohner |
| ------ | --------- |
| 1982   | 161.000   |
| 1986   | 234.000   |
| 1989 * | 248.670   |
| 1992   | 249.800   |
| 1996   | 238.700   |
| 1998   | 233.800   |
| 2002 * | 201.551   |
| 2010 * | 192.353   |
| 2024   | 155 647   |

(* = Volkszählungsdaten)

## Geschichte

### Ursprünge
Die erste Erwähnung einer Siedlung im Gebiet des heutigen Sewerodwinsk geht auf das Jahr 1419 zurück. In diesem Jahr wurde das dortige Nikolo-Korelski-Kloster (Николо-Корельский монастырь) von norwegischen Seefahrern niedergebrannt.
Im Mai 1553 entsandte die englische Company of Merchant Adventurers drei Schiffe unter der Leitung von Admiral Sir Hugh Willoughby und seinem Navigator Richard Chancellor, um eine Nordostpassage durch das Nordpolarmeer zu finden. Auf diese Weise sollte eine neue Handelsroute nach China erschlossen werden. Durch einen Sturm wurden die Schiffe getrennt und Chancellor ging mit seinem Schiff am 24. August 1553 in der Nikolski-Mündung der Nördlichen Dwina unweit des Klosters vor Anker. Chancellor wurde von Iwan dem Schrecklichen empfangen. In der Folge wurden Handelsbeziehungen zwischen England und Russland geknüpft.
Von 1553 bis 1584 entstand in dem Gebiet mit dem Sankt-Nikolas-Hafen der erste russische Handelshafen. Dieser war lange Zeit einer der wichtigsten Handelspunkte Russlands, verlor aber mit dem Ausbau des Archangelsker Hafens später an Bedeutung.

### Heutige Stadt
Der Bau der heutigen Stadt begann im Jahr 1936 auf ein Dekret von Josef Stalin hin. Dessen Ziel war die Errichtung einer Schiffswerft für die Nordflotte der Sowjetischen Marine, die diese unabhängig von den Werften der baltischen Flotte machen sollte. Im Juni 1936 erreichte das Schiff Iwan Kaljajew mit den ersten Bauleuten das Gebiet nahe dem Nikolo-Korelski-Kloster, welches den Namen Sudostroi erhielt. Nach Fertigstellung der Eisenbahnlinie im November 1936 begann der Bau der Schiffswerft.
Wie in vielen anderen Regionen Nordrusslands und Sibiriens wurde auch hier der Bau vorwiegend mit Hilfe Tausender Häftlinge des Gulags bewerkstelligt. Für den Bau der Stadt und der Schiffswerft wurden vor allem die etwa 30.000 Insassen des nahegelegenen Zwangsarbeitslagers Jagrinski-ITL herangezogen. Es wird angenommen, dass beim Bau der Stadt zwischen 1936 und 1953 etwa 25.000 Häftlinge starben.
Am 11. August 1938 wurde Sudostroi zu Ehren eines der engsten Vertrauten Stalins, Wjatscheslaw Molotow, in Molotowsk umbenannt und bekam den Stadtstatus. Am 21. Dezember 1939 wurde die Schiffswerft № 402 (heutige Sewmasch-Werft) in Betrieb genommen.
Während des Zweiten Weltkrieges war Molotowsk Nachschubhafen für die alliierten Flotten, welche gemäß Leih- und Pachtgesetz auf diesem Wege die Rote Armee versorgten. Ein Großteil der Transporte, deren Ziel eigentlich der Hafen von Archangelsk war, wurde in Wirklichkeit in Molotowsk entladen. Auf diesem Wege gelangten mehr als die Hälfte der Güter, die für die Archangelsker Region bestimmt waren, über Molotowsk in die Sowjetunion.
Am 12. September 1957 erfolgte die Umbenennung der Stadt in Sewerodwinsk. Der Name leitet sich von der Lage der Stadt an der Nördlichen Dwina ab.
Von 1954 bis 1957 wurde in der Sewmasch-Werft das erste sowjetische Atom-U-Boot, die Leninski Komsomol (К-3), gebaut. Es war das erste U-Boot des Projekt 627. In den darauf folgenden Jahren wurden hier viele weitere U-Boot-Typen bis hin zum Projekt 941 gebaut, unter anderem auch die später gesunkene K-219. Bis heute ist Sewerodwinsk mit 128 fertiggestellten Atom-U-Booten Zentrum des russischen Atom-U-Boot-Baus.
Im Jahr 2007 begann in Sewerodwinsk der Bau des weltweit ersten schwimmenden Kernkraftwerkes, des Kernkraftwerks Akademik Lomonossow. Ursprünglich sollte die Fertigstellung durch die Werft Sewmasch im Jahr 2010 erfolgen. Im Jahr 2008 wurde allerdings entschieden, dass der Bau des Kernkraftwerkes durch die Werft Baltiski sawod in Sankt Petersburg fortgesetzt wird.
Auf einem Gelände 40 Kilometer westlich der Stadt, in der Nähe des Dorfes Njonoksa, auf dem Raketen für Atom-U-Boote getestet werden, kam es am 8. August 2019 zu einer Explosion (siehe Nuklearunfall von Njonoksa). Bei dem Unfall wurden mehrere Personen getötet beziehungsweise schwer verletzt. Die Stadtverwaltung von Sewerodwinsk stellte nach dem Unfall kurzzeitig eine erhöhte Dosisleistung fest.
Am 6. Juni 2020 wurde die Stadt aufgrund der COVID-19-Pandemie vollständig abgeriegelt.

## Wirtschaft
Die Wirtschaft stützt sich vor allem auf die Schiffbauindustrie. Die Sewmasch (Северное машиностроительное предприятие) ist mit rund 25.000 Beschäftigten Hauptarbeitgeber und die größte russische Werft. Sie dient dem Bau und der Instandhaltung von Schiffen, U-Booten und Atom-U-Booten, sowie dem Bau von Meeresbohrplattformen.
Daneben gibt es noch eine zweite Werft, die Swjosdotschka (Звёздочка, zu deutsch „Sternchen“). In dieser werden neben dem Schiffbau auch ausgediente Atom-U-Boote verwertet.
Weitere wichtige Industriezweige sind der Maschinenbau (z. B. Sewdormasch bis 2009), die Metallverarbeitung, die Holzverarbeitung sowie die Nahrungsmittelindustrie.

## Verkehr
Die Kudemskaja-Schmalspurbahn südlich von Sewerodwinsk ist eine Waldbahn, auf der der Holztransport vollständig eingestellt wurde, sie dient heute nur noch dem Personenverkehr.
Sewerodwinsk ist mit der russischen Hauptstadt Moskau über die Fernstraße M8 Cholmogory verbunden.

## Städtepartnerschaften
Sewerodwinsk listet folgende 18 Partnerstädte auf:
| Stadt                    | Land                              | seit |
| ------------------------ | --------------------------------- | ---- |
| Brjansk                  | Russland                          | 2003 |
| Feodossija               | Autonome Republik Krim, Ukraine   | 2008 |
| Jaroslawl                | Russland                          | 2002 |
| Kaliningrad              | Russland                          | 2010 |
| Kotlas                   | Archangelsk, Russland             | 2001 |
| Kursk                    | Russland                          | 2001 |
| Masyr                    | Homel, Belarus                    |      |
| Mirny                    | Archangelsk, Russland             | 2010 |
| Neustadt                 | Schleswig-Holstein, Deutschland   | 2008 |
| Njandoma                 | Archangelsk, Russland             | 2001 |
| Partyzanski Rajon, Minsk | Belarus                           | 2004 |
| Portsmouth               | New Hampshire, Vereinigte Staaten | 1995 |
| Pskow                    | Russland                          | 2014 |
| Selenodolsk              | Wolga, Russland                   | 2011 |
| Sewastopol               | Autonome Republik Krim, Ukraine   | 2015 |
| Sumy                     | Ukraine                           | 2001 |
| Tiraspol                 | Transnistrien, Republik Moldau    | 2003 |
| Wladikawkas              | Nordkaukasus, Russland            | 2009 |
| Wologda                  | Russland                          | 2008 |

Die Partnerschaft mit Sumy wurde von ukrainischer Seite 2016 abgebrochen.

## Söhne und Töchter der Stadt
- Marina Prussakowa (* 1941), Witwe Lee Harvey Oswalds, des mutmaßlichen Attentäters auf US-Präsident John F. Kennedy
- Olga Rukawischnikowa (* 1955), Leichtathletin
- Michail Suprun (* 1955), Historiker
- Hanna Slipenko (* 1973), ukrainische Skilangläuferin

## Sonstiges
Das U-Boot K560 der Klasse Projekt 885 sowie alternativ auch die gesamte Klasse wurde nach der Stadt Sewerodwinsk benannt.